# 旧花輪小学校記念館

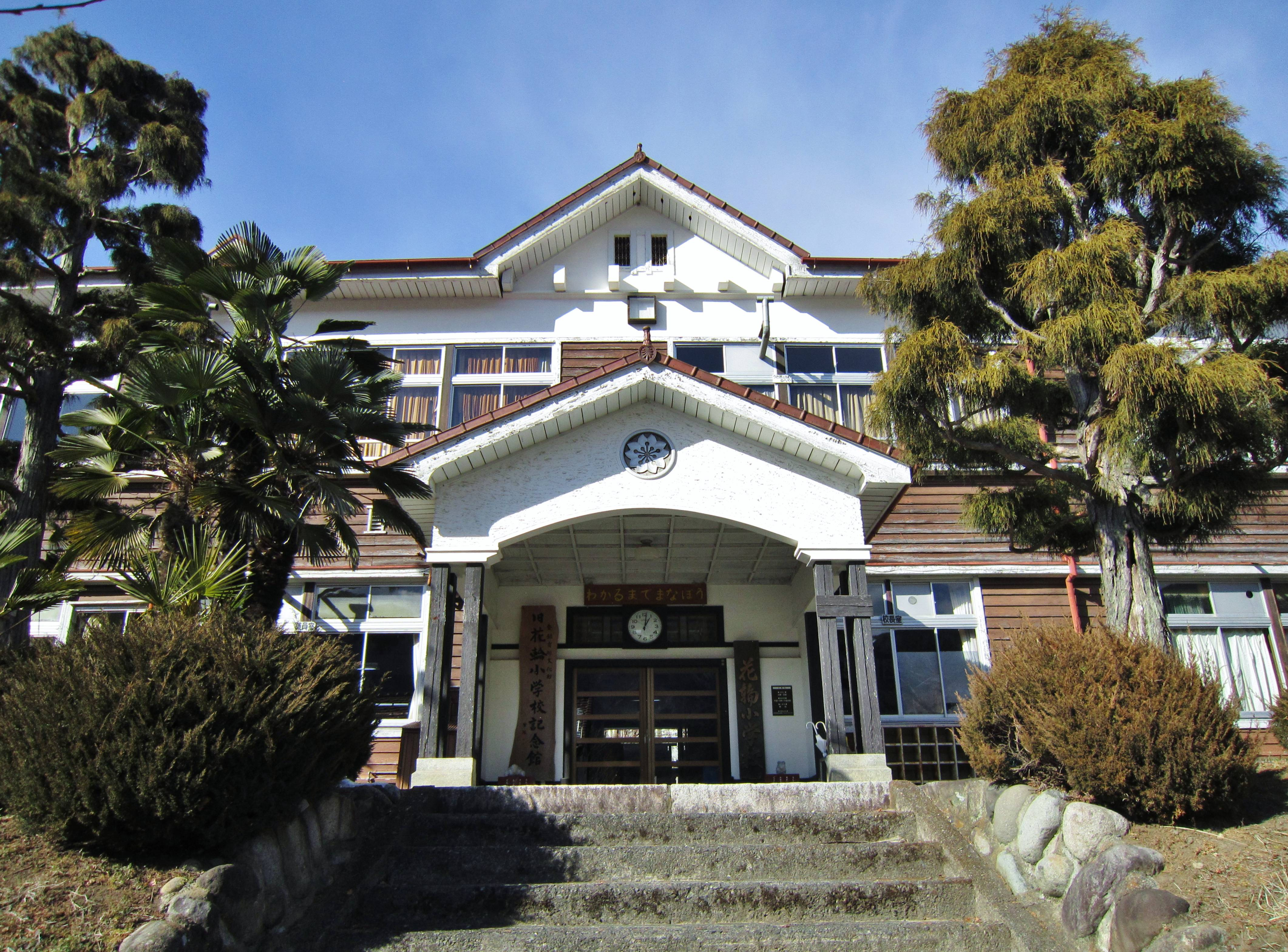
旧花輪小学校記念館

旧花輪小学校記念館（きゅうはなわしょうがっこうきねんかん）は、群馬県みどり市にある1931年（昭和6年）完成の木造校舎の跡を利用した記念館。2001年（平成13年）11月20日に国登録有形文化財に登録された。

## 概要
旧花輪小学校は1873年（明治6年）5月に旧勢多郡東村（現みどり市東町）に開校した。現存する木造校舎は今泉嘉一郎（日本鋼管、現JFEホールディングスの創立者）の寄付により、1931年（昭和6年）に木造2階建洋風瓦ぶき腰折れ屋根に建て替えられた建物である。敷地東側には1936年（昭和11年）に建立された今泉嘉一郎（当時70歳）の胸像がある。
卒業生には今泉のほか、童謡「兎と亀」の作詞者として知られる石原和三郎がおり、石原は当小学校の校長も務めた。
2023年（令和5年）8月1日にリニューアルオープンし、石原や今泉ゆかりの品を展示した展示室を開設した。

## 建物
外部はアルミサッシに取り替えられたほかは建築当初のままとなっている。屋根上の換気口は群馬県内では他に例のないデザインである。2023年のリニューアルで2階廊下や一部教室にあった竿縁天井を復元した。

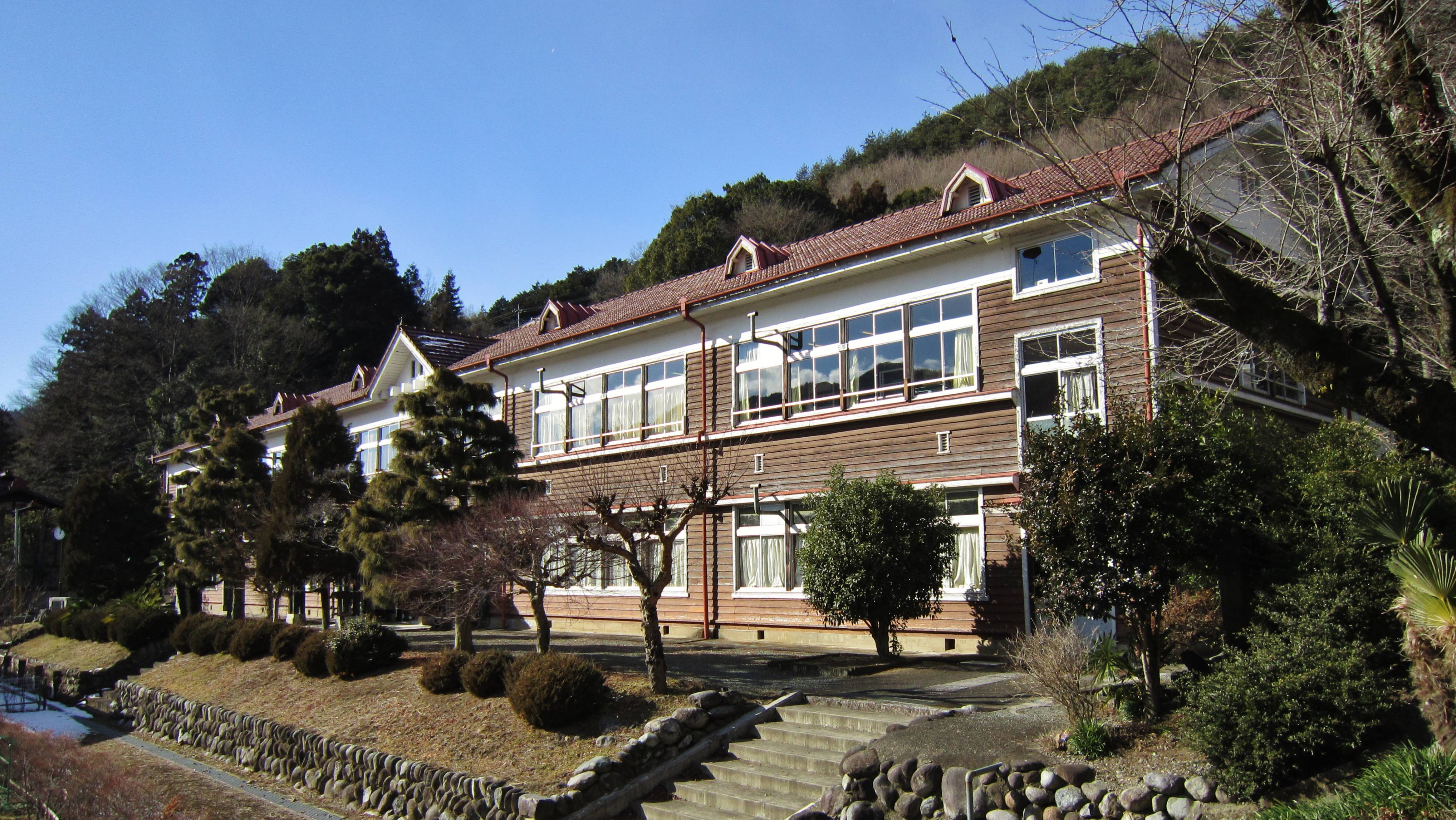
外観
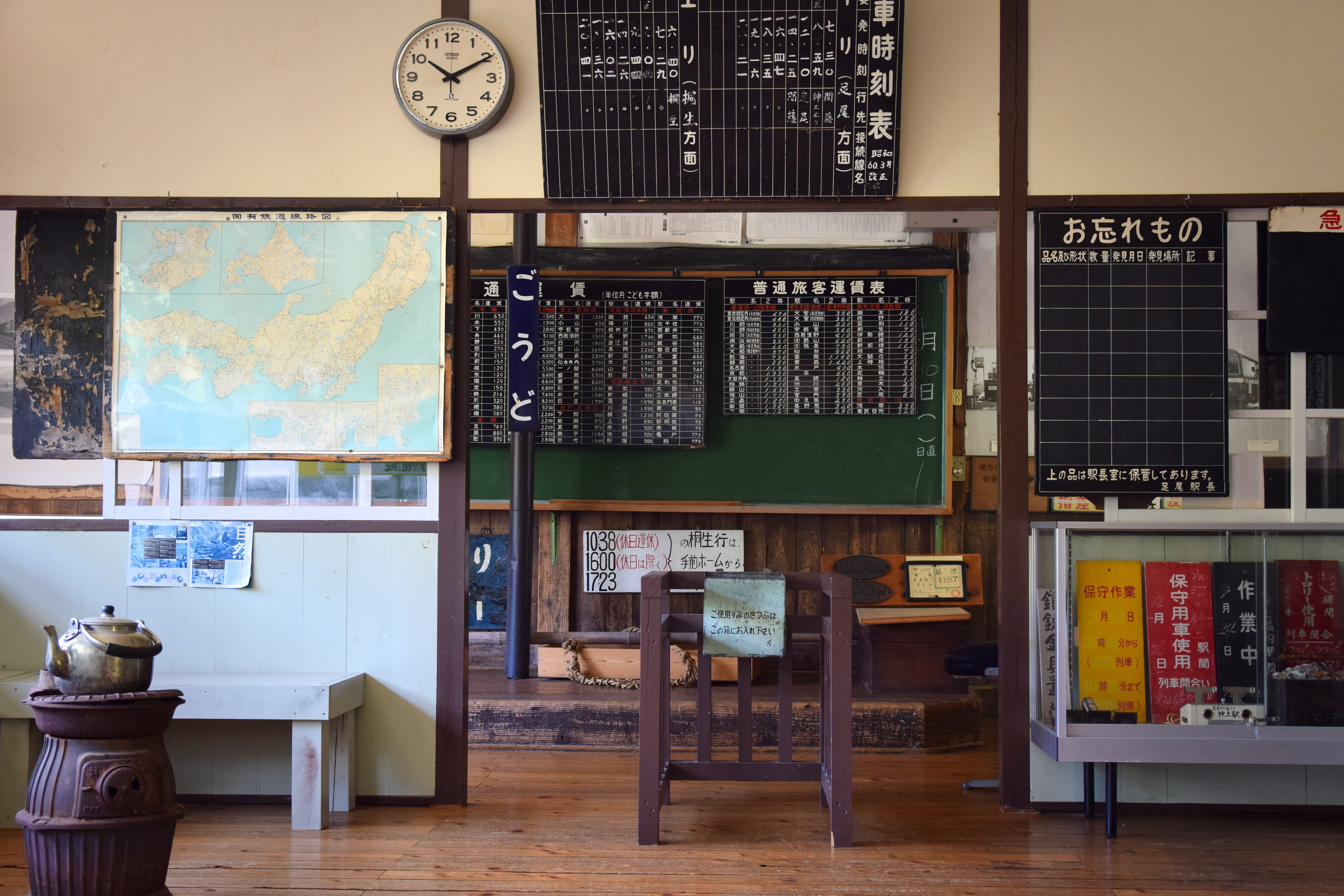
館内
今泉嘉一郎の胸像
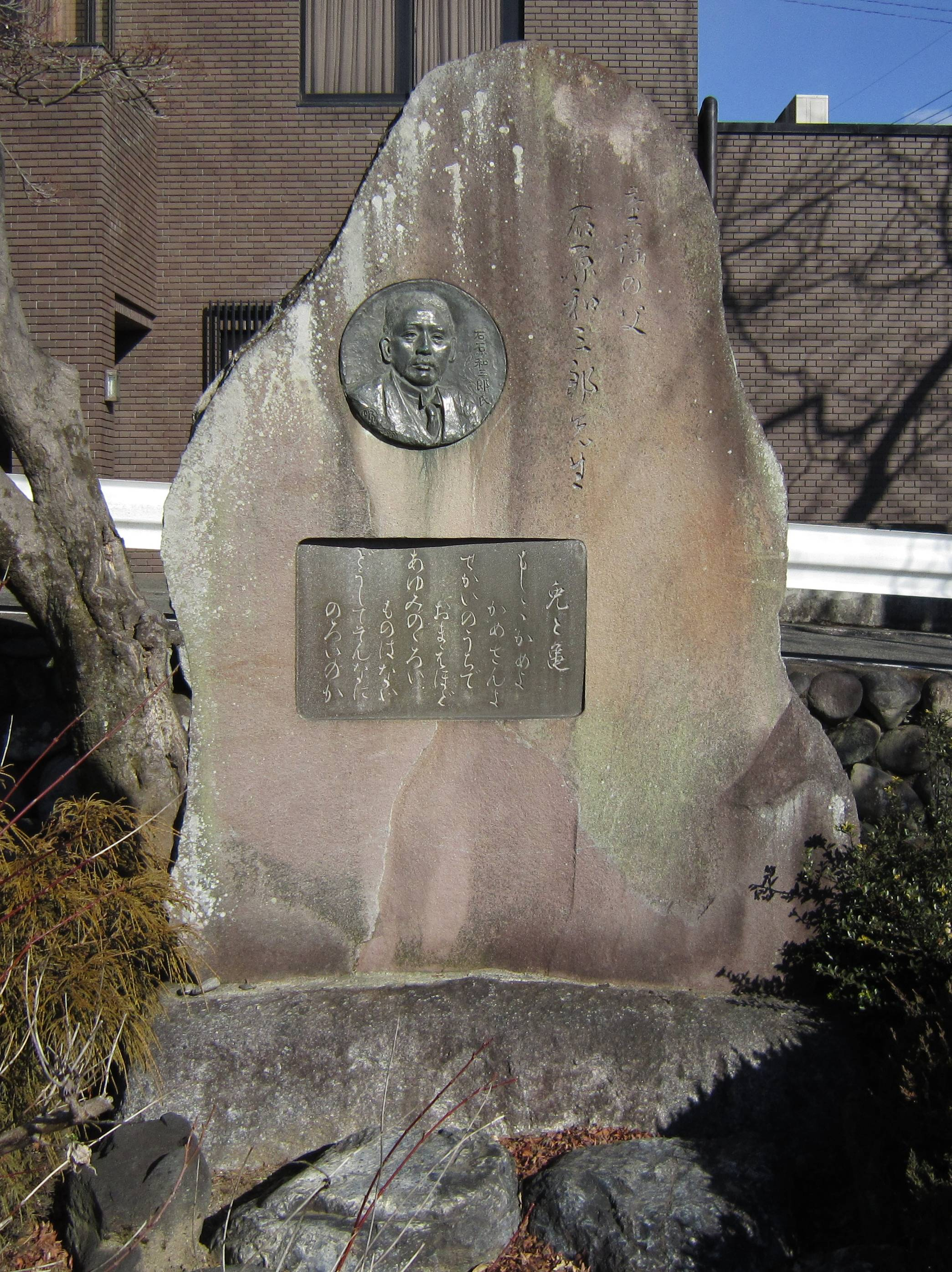
石原和三郎の碑